# Accipiter luteoschistaceus
El gavilán de Nueva Bretaña (Accipiter luteoschistaceus) es una especie de ave accipitriforme de la familia Accipitridae.

## Distribución yhábitat
Es endémica de Nueva Bretaña y, quizá, algunas islas cercanas en el resto del archipiélago Bismarck (Papúa Nueva Guinea). Su hábitat natural son los bosques de tierras bajas húmedas subtropicales o tropicales. Está amenazada por pérdida de hábitat.